# Giulio Cesare nelle Gallie
Giulio Cesare nelle Gallie è un dramma eroico in due atti composto da Giuseppe Nicolini su libretto di Michelangelo Prunetti, andato in scena per la prima volta al Teatro Argentina nel carnevale del 1819.

## Trama
Engaro ha usurpato il trono della città di Lutezia, spodestando la regina vedova Bianca, e imponendo alla figlia di questa, Emirena, di sposarsi col proprio figlio. Al rifiuto della fanciulla, però, l'usurpatore per vendicarsi finge d'aver udito l'oracolo ordinare il sacrificio di Emirena al fine di assicurarsi il trionfo sul nemico romano. Il capo dei sacrificatori, Cinonace, mosso a pietà, svela però il tutto allo stesso Cesare, che giunge in difesa della ragazza, liberandola dalle grinfie di Engaro, che viene sconfitto e messo in catene, e dandola in sposa al suo amato Clodomiro.

## Struttura musicale
- Sinfonia

### Atto I
- N. 1 - Introduzione Scenda omai dall'Olimpo la pace (Coro, Engaro, Bianca, Indumaro)
- N. 2 - Quintetto Cari amici, a voi ritorno (Clodomiro, Engaro, Bianca, Indumaro, Emirena, Coro)
- N. 3 - Coro e Cavatina Viva Roma, e il nostro Duce - Dalla man della Vittoria (Cesare, Coro)
- N. 4 - Terzetto Ah, s'è ver, che per me senti (Clodomiro, Emirena, Cinonace)
- N. 5 - Coro Silenzio!... Silenzio!...
- N. 6 - Aria Là nel marzial periglio (Cesare, [Cinonace], Coro)
- N. 7 - Finale I Supplici, ed umili (Coro, Engaro, Bianca, Indumaro, Clodomiro, Emirena, Cesare, Cinonace)

### Atto II
- N. 8 - Introduzione seconda Figli di Romolo (Coro)
- N. 9 - Coro Cinta è di Lauro
- N. 10 - Duetto Traditore!... A questo segno (Cesare, Clodomiro)
- N. 11 - Aria Empio, crudel tiranno (Emirena, Coro, [Engaro])
- N. 12 - Quartetto L'alma dubiosa (Cesare, Emirena, Clodomiro, Engaro)
- N. 13 - Aria Nel pensarlo, oh dio, mi sento (Bianca)
- N. 14 - Aria Perché straziarmi tanto (Clodomiro)
- N. 15 - Coro Venga omai Cesare
- N. 16 - Coro La Gallia giubili
- N. 17 - Coro I detti tuoi pacifici
- N. 18 - Aria Finale Frena i trasporti audaci (Cesare, Coro, [Engaro, Emirena, Clodomiro, Cinonace, Bianca, Indumaro])